# Bathyraja albomaculata
''Bathyraja albomaculata'' es una especie de pez de la familia de los Rajidae en el orden de los Rajiformes.

## Morfología
Los machos pueden llegar a alcanzar los 14,4 cm de longitud total.

## Depredador
En las Islas Malvinas es depredado por Cottoperca gobio

## Reproducción
Es ovíparo y las hembras ponen huevos envueltos en una cápsula córnea.

## Hábitat
Es un pez de mar y de aguas profundas que vive entre 130-434 m 
de profundidad.

## Distribución geográfica
Se encuentra en el Océano Pacífico suroriental (Isla Guamblín, Chile) y el Atlántico suroccidental (la Patagonia-en Argentina -, las Islas Malvinas en Uruguay ).

## Observaciones
Es inofensivo para los humanos. 